# Université internationale Al-Madinah
L'université internationale Al-Madinah (Mediu) (en anglais : Al-Madinah International University) est un établissement privé d'enseignement supérieur, non lucratif, basé en Malaisie. Fondé en 2006, il est autorisé par le ministère de l'Enseignement supérieur malaisien (MOHE). L'ensemble de ses programmes sont accrédités par (MQA) une agence malaisienne qui contrôle la qualité de l'enseignement sous la supervision du Ministère de l'Enseignement supérieur.

## Histoire
Le 20 juin 2007, l'université a accompli toutes les procédures relatives à l'obtention des agréments finaux par le ministère de l'Enseignement supérieur malaisien (MOHE).
2008 :
- Début de l'enseignement à distance (On-line) et admission de la première série des étudiants, au semestre février 2008.
- Augmentation du nombre des facultés et l'adoption des nouvelles spécialités, dans les domaines suivants : études islamiques - langues - finances et administration - informatique et technologie de communications - centre des langues.
- Le nombre de centres de services de l'université a atteint 9 centres à travers le monde ; en Asie Sud-Est - Moyen-Orient - Europe.
- Début des travaux constitutifs du système On-campus (les études au campus).

2010 :
- Début de l'enseignement dans les campus (On-campus) et admission des étudiants dans le premier semestre septembre 2010.
- Adoption d'une nouvelle spécialité dans le domaine des sciences appliquées (Faculté de Génie)

2011 :
- Graduation de la première série des étudiants.

## Les Facultés, les doyens et les bibliothèques
- Faculté des études islamiques.
- Faculté des langues.
- Faculté de l'éducation
- Faculté des finances et administration
- Faculté de l'informatique et technologie de la communications
- Faculté de Génie
- Centre des Langues.
- Doyen des études de troisième cycle.
- Doyen de l'admission et de l'inscription
- Doyen des affaires estudiantine
- Doyen des affaires bibliothèque.
- Doyen du développement et de la qualité
- Doyen de la recherche scientifique

## Mode d'étude
L'université donne à ses étudiants la possibilité de choisir l'une de deux modes d'étude :
- Les études à distance (On-line) ;
- Les études dans les campus (On-campus).